# NASA

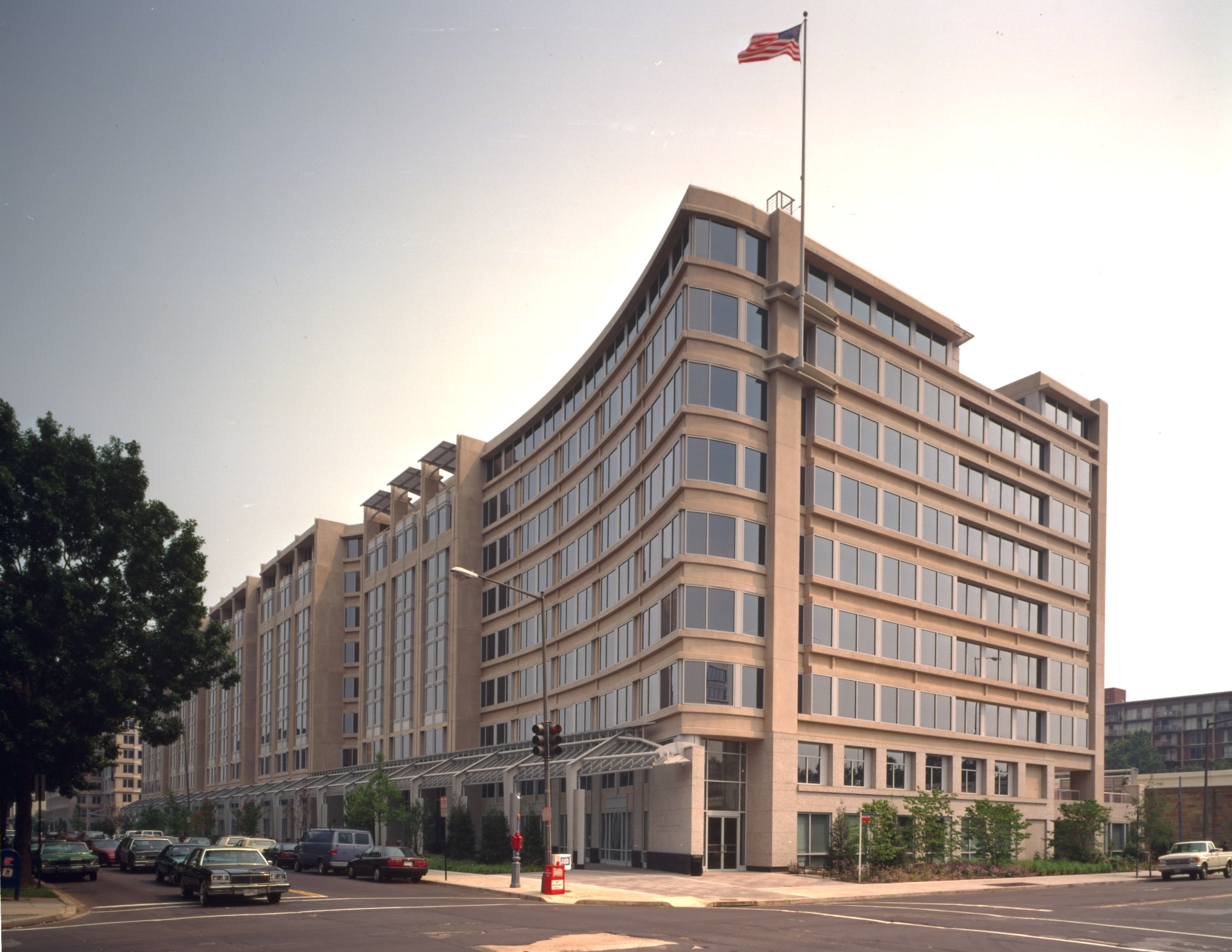
Hauptsitz der NASA (Washington, D.C.)

Die NASA (englisch [ˈnæsə], deutsch meist [ˈnaːza], englisch National Aeronautics and Space Administration, deutsch Nationale Aeronautik- und Raumfahrtbehörde) ist die 1958 gegründete zivile US-Bundesbehörde für Raumfahrt und Flugwissenschaft. Der Hauptsitz befindet sich in Washington, D.C. Zugleich ist die NASA eine wichtige geowissenschaftliche Forschungsinstitution und stellt in den USA die meisten Forschungsgelder für klimawissenschaftliche Forschungsarbeiten bereit.

## Vision und Mission

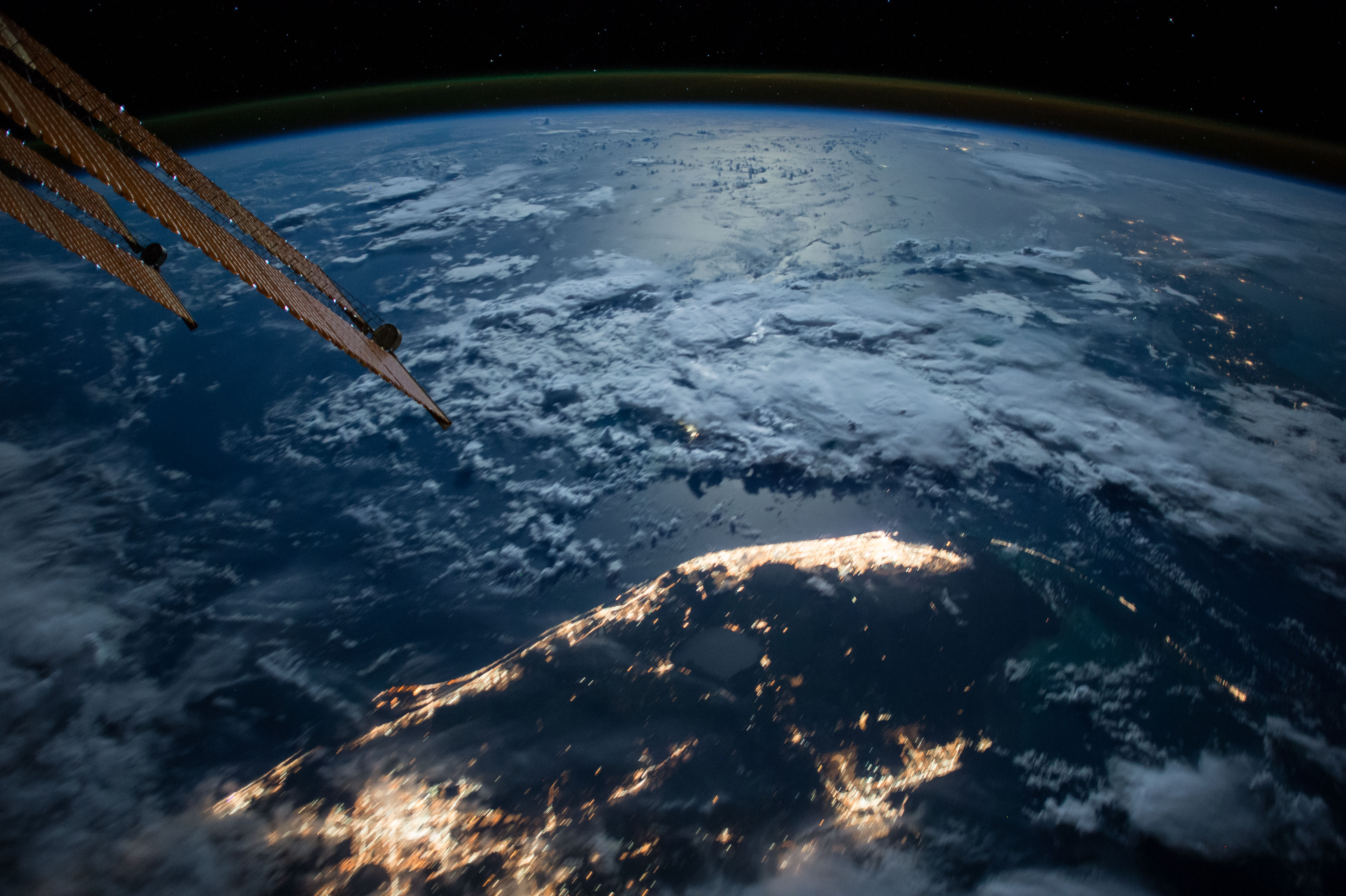
Blick auf die Erde,
ISS-Expedition 52, 2017

Die NASA bezeichnet als ihre Vision „das Leben hier zu verbessern, das Leben nach draußen auszudehnen und Leben da draußen zu finden“. Daraus ergibt sich die Mission „unseren Heimatplaneten zu verstehen und zu schützen, das Universum zu erforschen und nach Leben zu suchen und die nächste Generation von Forschern zu begeistern“. Im Februar 2006 strich die NASA den Schutz der Erde aus ihrem mission statement, um es dem vom damaligen US-Präsidenten George W. Bush verkündeten Raumflugprogramm anzugleichen.

## Geschichte
Die NASA wurde am 29. Juli 1958 durch den „National Aeronautics and Space Act“ gegründet. Damit wurde durch Präsident Dwight D. Eisenhower auf den Rat seines Wissenschaftsberaters James R. Killian hin entschieden, dass das zivile Raumfahrtprogramm durch eine Raumfahrtorganisation durchgeführt werden soll. Vorläufer war u. a. das National Advisory Committee for Aeronautics (NACA), das der Luftwaffe unterstand. Die neue Behörde nahm am 1. Oktober 1958 ihre Arbeit auf, wobei sie die circa 8000 Angestellten der NACA übernahm. Zum ersten Administrator der NASA wurde Thomas Keith Glennan ernannt.

### Bemannte Raumfahrt
Die bemannte amerikanische Raumfahrt begann mit dem 1958 initiierten Mercury-Programm. Als Trägerraketen wurden Redstone- und Atlas-D-Raketen verwendet. Am 14. April 1959 erfolgte der erste Start der Atlas-D-Rakete im Mercury-Programm. Am 4. Dezember 1959 kam es bei der Mission Mercury-Little-Joe 2 zum ersten „bemannten“ Flug bis 85 km Höhe, während dessen der Rhesusaffe Sam sich etwa drei Minuten lang in Schwerelosigkeit befand. Bei den „Little-Joe“-Missionen trug auch die Trägerrakete die Bezeichnung „Little Joe“. Am 21. Januar 1960 kam es bei der Mission Mercury-Little-Joe 1B zu einem weiteren ballistischen Flug, diesmal von Miss Sam mit einer Gipfelhöhe von 14 km.
Die eigentlichen Mercury-Flüge begannen am 21. November 1960 mit dem unbemannten Flug Mercury-Redstone 1. Am 31. Januar 1961 wurde die Raumkapsel der Mercury-Redstone 2 mit dem Schimpansen Ham besetzt.
Am 5. Mai 1961 erfolgte durch Alan Shepard der erste bemannte Raumflug eines US-Amerikaners mit der Mercury-Redstone 3. Danach erfolgten noch fünf weitere Raumflüge von Astronauten sowie bei der Mission Mercury-Atlas 5 ein Flug des Schimpansen Enos.
Das Mercury-Projekt wurde am 12. Juni 1963 offiziell beendet. Mit der letzten Mercury-Kapsel Mercury-Atlas 9 flog vom 15. Mai 1963 bis zum 16. Mai 1963 Gordon Cooper in das All. Danach folgte das Gemini-Programm, bei der die Raumkapseln mit je zwei Astronauten bemannt wurden.

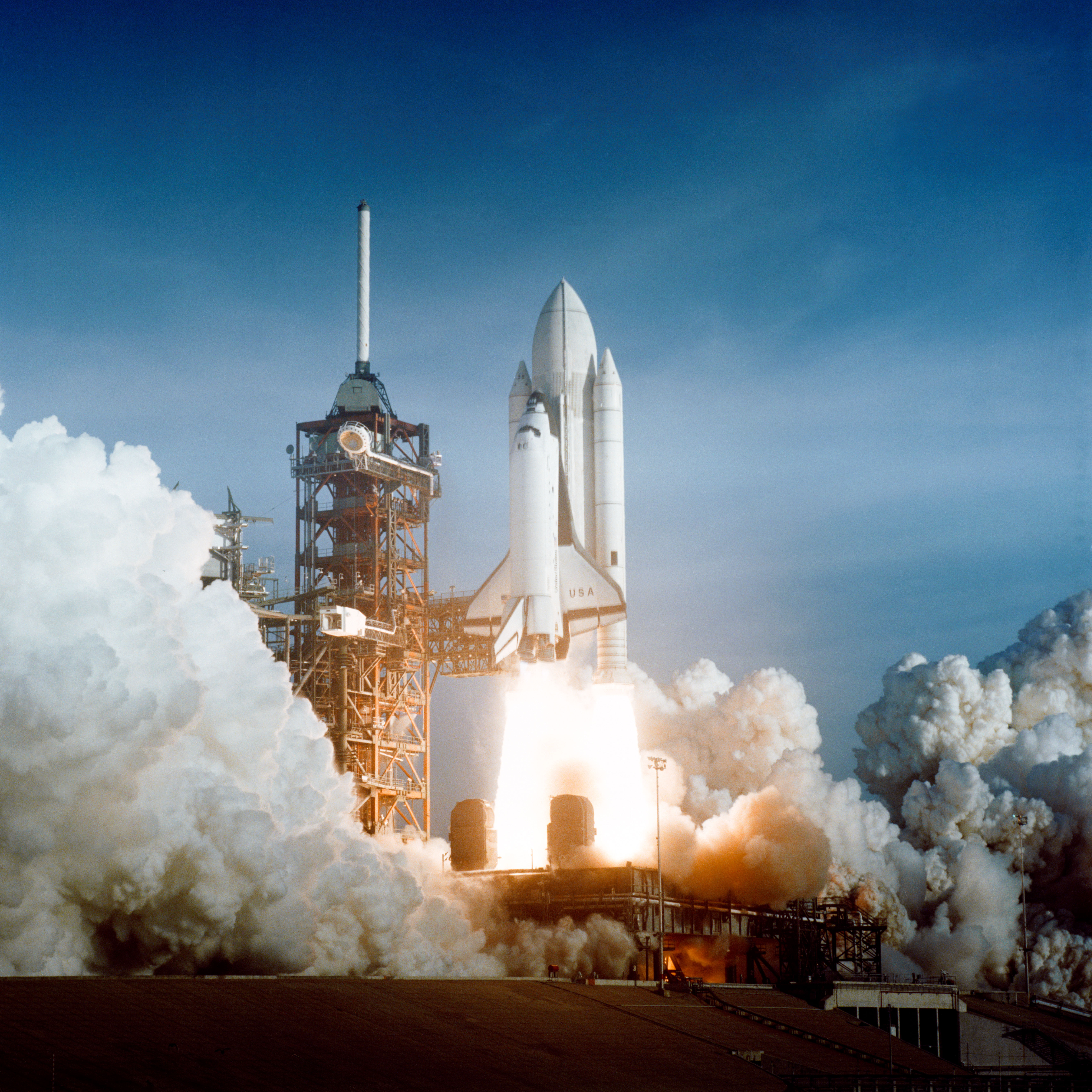
Space Shuttle

Im Rahmen des Apollo-Programms landeten am 20. Juli 1969 Neil Armstrong und Buzz Aldrin als erste Menschen auf dem Mond und kehrten am 24. Juli sicher auf die Erde zurück.
1972 begann dann die Entwicklung des Space Shuttles. Der erste Start erfolgte am 12. April 1981. Nach 135 Flügen endete die Dienstzeit der Shuttles 2011. Die drei verbliebenen Raumfähren wurden außer Dienst gestellt und an Museen in den USA übergeben.
Die NASA ist Mitbetreiberin der Internationalen Raumstation (ISS). Für Zubringerflüge dorthin nutzte sie nach dem Ende des Shuttle-Programms vorübergehend nur russische Sojus-Raumschiffe. Seit 2020 werden die meisten NASA-Astronauten mit Crew-Dragon-Raumschiffen des Unternehmens SpaceX zur ISS gebracht.

## Zukünftige bemannte Raumfahrt

### Mondbasis
Die NASA gab am 4. Dezember 2006 bekannt, dass eine ständig besetzte Mond-Basisstation in Planung sei. Diese Pläne wurden Anfang der 2010er Jahre unter Barack Obama wieder aufgegeben.
Nachdem Wasservorkommen auf dem Mond nachgewiesen wurden, wurde er erneut zum strategischen Ziel. Unter der Regierung Trump legte die NASA 2019 das Artemis-Programm auf, das Mondlandungen ab Mitte der 2020er Jahre vorsieht. Nach Aussage des NASA-Administrators Jim Bridenstine vom Juli 2019 hat der Aufbau einer US-Mondbasis aber weiterhin keine Priorität. Für die späten 2020er Jahre sind mittlerweile Habitate auf der Mondoberfläche angedacht, die für mehrwöchige Aufenthalte genutzt werden könnten.

### Marsmissionen
Seit den 1990er Jahren gab es verschiedene Pläne der USA für bemannte Marsmissionen. In den 2010er Jahren war dafür das Orion-Raumschiff vorgesehen. Mittlerweile wurde mit dem Deep Space Transport ein neues Raumschiff vorgeschlagen, das frühestens in den späten 2030er Jahre zur Verfügung stehen könnte. Starts zum Mars sollen mit dem Space Launch System erfolgen; Landungen sind vorerst jedoch nicht geplant.

## Liste der NASA-Administratoren
- 1958–1961 T. Keith Glennan
- 1961–1968 James Edwin Webb
- 1969–1970 Thomas O. Paine
- 1971–1977 James C. Fletcher
- 1977–1981 Robert A. Frosch
- 1981–1985 James M. Beggs
- 1986–1989 James C. Fletcher
- 1989–1992 Richard Harrison Truly
- 1992–2001 Daniel Goldin
- 2001–2005 Sean O’Keefe
- 2005–2009 Michael Griffin
- 2009–2017 Charles Bolden
- 2018–2021 Jim Bridenstine
- 2021–2025 Bill Nelson
- 2025–2025 Janet Petro (kommissarisch)
- 2025–2025 Sean Duffy (kommissarisch)

Soweit sich zwischen den Amtszeiten eine Lücke ergab, wurde ein kommissarischer Administrator eingesetzt. Meist übernahm diese Funktion der jeweils amtierende stellvertretende Administrator.

## Einrichtungen
Die NASA besteht aus einer Reihe von Einrichtungen. Dazu gehören
- Goddard Space Flight Center (GSFC) mit angegliederter Wallops Flight Facility (WFF)
- Johnson Space Center (JSC) mit dem Mission Control Center (MCC)
- Kennedy Space Center (KSC)
- Marshall Space Flight Center (MSFC)
- John C. Stennis Space Center (SSC)
- Ames Research Center (ARC)
- Dryden Flight Research Center (DFRC)
- Langley Research Center (LaRC)
- Glenn Research Center (GRC)
- Goddard Institute for Space Studies (GISS)
- Michoud Assembly Facility (MAF)
- NASA Astrobiology Institute (NAI)

### Angegliederte Einrichtungen
- Jet Propulsion Laboratory (JPL) ist Teil des Caltech: Raumsonden, Deep Space Network

### Unabhängige NASA-Einrichtungen
- NASA Institute for Advanced Concepts (NIAC): Nanotechnologie, Weltraumlift usw.
- NASA Office of Logic Design (OLD)

## Raumfahrtprogramme der NASA

### Bemannt
- Mercury-Programm
- Gemini-Programm
- Apollo-Programm
- Skylab
- Teilnahme an der Internationalen Raumstation
- Constellation-Programm
- Artemis-Programm

### Unbemannt

#### Laufende unbemannte Programme
- Explorer-Programm (Liste der Explorer-Missionen)
- Voyager-Programm
- Discovery-Programm
- New-Frontiers-Programm
- Mars Exploration Program (siehe Chronologie der Marsmissionen)
- New Millennium Program
- Earth Observing System
- Flagship-Programm
- A-Train Programm
- Great Observatories program (bestehend aus Hubble, CGRO, CXO und Spitzer)

#### Abgeschlossene unbemannte Programme
- Lunar Orbiter Program
- Mariner
- Pioneer
- Ranger
- TIROS
- Nimbus-Programm
- Galactic Radiation and Background
- Poppy Program
- Aquacade Program

## Luftfahrt
Neben zahlreichen Raumfahrzeugen betreibt/betrieb die NASA auch einige Flugzeuge wie:
- Northrop T-38[11]
- Boeing F/A-18[12]
- Lockheed Martin X-59[13]
- Boeing B-52[14]
- Douglas DC-8 Airborne Science Laboratory (Bis 2024)[15]
- Shuttle Carrier Aircraft (Bis 2012 und 2015)
- Stratosphären-Observatorium für Infrarot-Astronomie (Bis 2022)

### Zwischenfälle
- Am 12. April 1973 kollidierte eine Convair CV-990 der NASA (Luftfahrzeugkennzeichen N711NA) im Anflug auf das Moffett Airfield (Kalifornien, USA) von oben kommen mit einer Lockheed P-3C Orion (Bu 157332) der US Navy. Beide Flugzeug stürzten etwa 500 Meter südlich des Flugplatzes ab. Der Fluglotse hatte den Piloten der CV-990 eine geänderte Landebahn zugewiesen, ohne sie darauf hinzuweisen. Alle 11 Insassen, Besatzungsmitglieder und Passagiere, kamen ums Leben, ebenso wie die 5 Insassen der Orion.[16]

- Am 17. Juli 1985 platzten an einer Convair CV-990 der NASA (N712NA) beim Start von der March Air Force Base (Kalifornien, USA) bei hoher Geschwindigkeit die zwei vorderen Reifen des rechten Hauptfahrwerks. Beim Startabbruch wurde auch der rechte Tragflächentank beschädigt, so dass es zu einem intensiven Brand kam. Alle 19 Insassen, vier Besatzungsmitglieder und 15 Passagiere, überlebten den Unfall. Das Flugzeug wurde zerstört. Es war der letzte Totalverlust einer CV-990.[17]

## Sonstiges
- Die NASA ist Eigner zweier Hochseeschlepper, der Freedom Star und der Liberty Star. Diese dienten dem Bergen und dem Abtransport abgebrannter Trägerraketen beim Space-Shuttle-Programm.
- NASA TV (NASA Television) ist der hauseigene Fernsehsender der US-Raumfahrtbehörde NASA. Der Sender kann in den USA als normaler Fernsehsender über Satellit, Kabel und über die App jedoch auch weltweit als IPTV-Sender empfangen werden. In Europa ist NASA TV auch über Eutelsat Hotbird (13° Ost) frei in HD empfangbar, ebenso eine Variante des Senders in UHD (4K).
- Seit einiger Zeit veröffentlicht die NASA regelmäßig Apps für Smartphones und Tablets, um Ziele und Missionen anschaulich darzustellen und einer breiten Öffentlichkeit bekannt zu machen. Ein Beispiel ist eine App, mit der ein virtuelles Pendant des Mars-Rovers Curiosity gesteuert werden kann.[18]
- Im Juli 2012 veröffentlichte die NASA ihr erstes Spiel für die Xbox 360. Es kann gebührenfrei heruntergeladen werden und ermöglicht es, die Curiosity-Mission mit Hilfe der Kinect-Schnittstelle zu steuern.[19]
- Im August 2013 veröffentlichte die NASA Videoaufnahmen der Operation IceBridge. In dem Videomaterial sind beeindruckende Szenen aus Arktis und Antarktis zu sehen, die während der Forschungsmission entstanden sind.[20]
- Die NASA veröffentlicht neue industriell interessante Technologien in so genannten NASA Tech Briefs.
- Die NASA ist bis heute die einzige Weltraumorganisation, die erfolgreich Menschen auf dem Mond gelandet hat.

## Verwendung des NASA-Logos
Ab 2019 wurden Kleidungsstücke, insbesondere T-Shirts und Hoodies, mit dem Logo der NASA in der Alltagsmode populär. Ein möglicher Auslöser ist die Wiederaufnahme der eigenen bemannten Raumfahrt in den USA. Das Logo ist in den USA wegen des Status der NASA als Regierungsbehörde gemeinfrei, sodass auch kommerzielle Anbieter es ohne Lizenzzahlungen verwenden dürfen. Allerdings ist die Verwendung von NASA-Logos, Wappen und Symbolen durch das US-Gesetz 14 CFR 1221 eingeschränkt. Es darf z. B. nicht der Eindruck entstehen, als arbeite die NASA mit dem Unternehmen zusammen oder unterstütze es in irgendeiner Art und Weise. Außerdem darf das Logo nicht mit anderen Zeichen oder Firmennamen kombiniert werden.